# Opal Koboi
Opal Koboi är en figur i Artemis Fowl-serien.
Hennes första medverkan är i Artemis Fowl, Det kalla kriget där hon försöker ta över hela vättevärlden.
Och hon är även medverkande i boken Artemis fowl, Slipad Opal där hon tänker avslöja och föra samman vättevärlden med människorna.
Det sägs att hon har ett IQ över 300.

## Första boken
Här försöker Opal Koboi att ta över hela vättevärlden med hjälp av Briar Cudgeon och B'wa kell.

## Andra boken
Hon vill ha hämnd, hämnd mot alla som tillintetgjorde hennes plan att ta över vättevärlden och sen får Holly skulden att ha mördat Kommendörkapten Julius Root.